# علي سليمان
علي سليمان، ممثل فلسطيني من عرب 48، من مواليد 1977 في الناصرة. شارك في عدة أفلام منها فيلم المملكة بطولة جيمي فوكس وفيلم كتلة أكاذيب بطولة ليوناردو دي كابريو، وكان قد عرف عن بفيلم الجنة الآن.

## أعماله
درس علي سليمان فن التمثيل في معهد ليڤنشتاين وتخرج منه عام 2000. بدأ مسيرته الفنية في المسرح حيث شارك في العديد من المسارح وقدم أعمالاً مهمة منها أدوار درامية وكوميدية وكلاسكية.
كانت أول بطولة له في فيلم فلسطيني أخرجه هاني أبو أسعد الحائز على العديد من الجوائز العالمية أهمها جائزة «الچولدن چلوب» وتم ترشيحه لجائزة «الأوسكار»؛ ثم شارك في عدة أفلام أنتجتها استوديوهات يونيڤيرسال الهوليودية، حيث اشترك في فيلم «المملكة» للمخرج بيتر بيرچ وفيلم «جسد الأكاذيب» من إنتاج «ورنر بروس» مع المخرج المخضرم ريدلي سكوت، وشارك أيضاً في «الناجي الأخير» والمسلسل التلفزيوني "the promise " للقناة الرابعة في المملكة المتحدة وهو من إخراج بيتر كوسمينسكي.

تعددت اختياراته وتنوعت أدواره في المسرح والسينما والتلفزيون. أما أهم الأعمال التي قدمها:
- في السينما:
  - الجنة الآن
  - العروس السورية
  - شجرة الليمون
  - جسد الأكاذيب
  - المملكة
  - الزمن الباقي
  - لا تنسيني إسطنبول
  - الجمعة الأخيرة
  - الصدمة
  - ميراث
  - زيتون
  - تحت ذات الشمس
  - شروق الشمس في المريخ
  - الناجي الأخير
  - العودة إلى الديار
  - قيظ صيف
  - من ألف إلى باء
  - ناديا
  - زنزانة
  - المختارون
  - 200 متر[4][5]
  - يونان (2025)

- في التلفزيون:
  - «الوعد»: القناة الرابعة المملكة المتحدة.
  - «الوطن»: الولايات المتحدة

- في المسرح:
  - مفتاح القلب
  - عنترة بن شداد
  - انتظار جودو
  - العاصفة لشكسبير
  - المهمة
  - في عرض البحر
  - الدب لتشيخوڤ
  - انسو هيروسترات لچريچوري چورين
  - التماثيل الزجاجية لتنيسي ويليامز
  - سيدة محترمة
  - سالومي لأوسكار وايلد
  - أسطورة الرؤس المتبدلة
  - الفتاحة لڤيكتور لانو
  - العيون
  - مشهد من الجسر
  - دار للإيجار
  - اشتياق

## تكريمات
حاز على جائزة أفضل ممثل في مهرجان دبي السينمائي عام 2011، ومهرجان قرطاج السينمائي عام 2012، عن مشاركته في فيلم «الجمعة الأخيرة (فيلم)» للمخرج يحيى العبد الله. وحاز على جائزة أفضل ممثل في مهرجان الإسكندرية السينمائي الدولي عام 2014 عن دوره في الفيلم الفلسطيني «شروق الشمس في المريخ».

## وصلات خارجية
- علي سليمان على موقع IMDb (الإنجليزية)
- علي سليمان على موقع قاعدة بيانات الأفلام العربية
- علي سليمان على موقع ألو سيني (الفرنسية)
- علي سليمان على موقع أول موفي (الإنجليزية)
- علي سليمان على موقع قاعدة بيانات الأفلام السويدية (السويدية)
- علي سليمان على موقع قاعدة بيانات الفيلم (الإنجليزية)
- علي سليمان على موقع كينوبويسك (الروسية)